# Eccellenza Abruzzo 2021-2022
Il campionato italiano di calcio di Eccellenza regionale 2021-2022 è il trentunesimo organizzato in Italia. Rappresenta il quinto livello del calcio italiano.
Tutte le squadre iscritte al campionato di Eccellenza hanno diritto, salvo mancate iscrizioni, a partecipare alla fase regionale della Coppa Italia Dilettanti Abruzzo 2021-2022.

## Stagione
In questo campionato le squadre tornano da 20 a 18 per la promozione, nella scorsa stagione, del Chieti in Serie D e per la retrocessione d'ufficio dei Nerostellati in Promozione Abruzzo 2021-2022. Inoltre, il titolo del Real Giulianova, non iscritto alla Serie D 2021-2022, è stato trasferito alla coppia unita in fusione e formata dall'A.S.D. Giulianova, squadra in Prima Categoria 2020-2021 che darà il nome alla nuova realtà, e dall'A.S.D. Nereto Calcio 1914, che ne darà il posto in Eccellenza. Le altre squadre sono tutte confermate.

### Regolamento
La prima classificata accede direttamente alla Serie D, mentre si effettuano i play-off per le quattro classificate tra il secondo e il quinto posto che determina la squadra che accede ai play-off nazionali. Per quanto riguarda le retrocessioni, le squadre vanno da un minimo di tre, di cui due ai play-out, a un massimo di sei, di cui tre ai play-out; dipende dalle retrocessioni in Eccellenza Abruzzo dalla Serie D. I play-off e i play-out si disputano in gara unica in casa della migliore classificata che è considerata vincente in caso di vittoria o pareggio dopo i supplementari. Infine, gli spareggi non avranno luogo se il distacco tra le contendenti è uguale o superiore a nove punti.
Dopo le due retrocessioni dalla Serie D girone F del Castelnuovo Vomano e del Nereto, le retrocessioni in Promozione di questa stagione diventano cinque: due dirette e tre attraverso i play-out.

## Squadre partecipanti
| Club                            | Città (provincia)               | Stadio                                    | Stagione precedente      |
| ------------------------------- | ------------------------------- | ----------------------------------------- | ------------------------ |
| A.S.D. 2000 Calcio Montesilvano | Montesilvano (PE)               | Stadio Galileo Speziale                   |                          |
| A.S.D. Alba Adriatica           | Alba Adriatica (TE)             | Stadio Luca Vallese                       |                          |
| Avezzano Calcio                 | Avezzano (AQ)                   | Stadio dei Marsi                          | 3ª in Eccellenza Abruzzo |
| A.S.D. Bacigalupo Vasto Marina  | Vasto (CH)                      | Campo Stingi (San Salvo)                  |                          |
| A.S.D. Capistrello              | Capistrello (AQ)                | Stadio Comunale                           | 6ª in Eccellenza Abruzzo |
| A.P.D. Casalbordino             | Casalbordino (CH)               | Stadio Comunale                           |                          |
| A.S.D. Giulianova               | Giulianova (TE)                 | Stadio Rubens Fadini                      | 16ª in Serie D/F         |
| Il Delfino Curi Pescara         | Pescara                         | Campo San Marco                           | 5ª in Eccellenza Abruzzo |
| A.S.D. L'Aquila 1927            | L'Aquila                        | Stadio Gran Sasso d'Italia-Italo Acconcia | 2ª in Eccellenza Abruzzo |
| A.S.D. Lanciano Calcio 1920     | Lanciano (CH)                   | Stadio Guido Biondi                       | 7ª in Eccellenza Abruzzo |
| S.S.D. Penne 1920               | Penne (PE)                      | Stadio Fernando Colangelo                 |                          |
| A.S.D. Pontevomano Calcio       | Villa Vomano di Teramo (TE)     | Stadio Comunale                           |                          |
| Renato Curi Angolana            | Città Sant'Angelo (PE)          | Stadio Leonardo Petruzzi                  | 4ª in Eccellenza Abruzzo |
| A.S.D. Sambuceto Calcio         | San Giovanni Teatino (CH)       | Stadio Cittadella dello Sport             |                          |
| A.S.D. Spoltore Calcio          | Spoltore (PE)                   | Stadio Comunale Adriano Caprarese         |                          |
| Pol. D. Torrese                 | Villa Torre di Castellalto (TE) | Stadio Comunale                           |                          |
| A.S.D. Villa 2015               | Francavilla al Mare (CH)        | Antistadio Valle Anzuca                   |                          |
| A.S.D. Virtus Cupello           | Cupello (CH)                    | Stadio Comunale                           |                          |

## Classifica finale
|  | Pos. | Squadra                  | Pt | G  | V  | N  | P  | GF | GS  | DR  |
|  | ---- | ------------------------ | -- | -- | -- | -- | -- | -- | --- | --- |
|  | 1.   | Avezzano                 | 75 | 34 | 23 | 6  | 5  | 80 | 33  | +47 |
|  | 2.   | Giulianova               | 70 | 34 | 20 | 10 | 4  | 63 | 23  | +40 |
|  | 3.   | L'Aquila                 | 69 | 34 | 20 | 9  | 5  | 66 | 26  | +40 |
|  | 4.   | Torrese                  | 62 | 34 | 18 | 8  | 8  | 53 | 38  | +15 |
|  | 5.   | Capistrello              | 50 | 34 | 15 | 5  | 14 | 42 | 37  | +5  |
|  | 6.   | Lanciano 1920            | 49 | 34 | 14 | 7  | 13 | 41 | 38  | +3  |
|  | 7.   | 2000 Calcio Montesilvano | 48 | 34 | 13 | 9  | 12 | 50 | 58  | -8  |
|  | 8.   | Il Delfino Curi Pescara  | 48 | 34 | 12 | 12 | 10 | 35 | 32  | +3  |
|  | 9.   | Sambuceto                | 47 | 34 | 13 | 8  | 13 | 54 | 48  | +6  |
|  | 10.  | Alba Adriatica           | 47 | 34 | 13 | 8  | 13 | 44 | 48  | -4  |
|  | 11.  | Pontevomano              | 46 | 34 | 14 | 7  | 14 | 55 | 48  | +7  |
|  | 12.  | R.C. Angolana            | 44 | 34 | 13 | 5  | 16 | 49 | 60  | -11 |
|  | 13.  | Cupello                  | 42 | 34 | 12 | 6  | 16 | 48 | 55  | -7  |
|  | 14.  | Spoltore                 | 41 | 34 | 12 | 5  | 17 | 57 | 73  | -16 |
|  | 15.  | Penne                    | 38 | 34 | 10 | 8  | 16 | 51 | 65  | -14 |
|  | 16.  | Casalbordino             | 35 | 34 | 10 | 5  | 19 | 48 | 60  | -12 |
|  | 17.  | Bacigalupo Vasto Marina  | 32 | 34 | 9  | 5  | 20 | 56 | 79  | -23 |
|  | 18.  | Villa 2015               | 12 | 34 | 3  | 3  | 28 | 31 | 102 | -71 |

Legenda:
       Promossa in Serie D 2022-2023.
      Ammessa ai play-off nazionali.
  Partecipa ai play-off o ai play-out.
       Retrocessa in Promozione 2022-2023.
Regolamento:
Tre punti a vittoria, uno a pareggio, zero a sconfitta.
La classifica avulsa tiene conto di:
- punti.
- punti negli scontri diretti.
- differenza reti negli scontri diretti.
- differenza reti generale.
- reti realizzate.
- sorteggio.

## Risultati

### Tabellone
|                      | ALB  | AVE  | BAC  | CAP  | CAS  | GIU  | DCP  | LAQ  | LAN  | MON  | PEN  | PON  | RCA  | SAM  | SPO  | TOR  | VIL  | VIR  |
| -------------------- | ---- | ---- | ---- | ---- | ---- | ---- | ---- | ---- | ---- | ---- | ---- | ---- | ---- | ---- | ---- | ---- | ---- | ---- |
| Alba Adriatica       | –––– | 1-1  | 0-2  | 2-1  | 2-1  | 0-0  | 0-1  | 0-1  | 3-0  | 3-2  | 2-2  | 1-1  | 3-1  | 1-0  | 1-2  | 1-1  | 5-0  | 2-0  |
| Avezzano             | 3-0  | –––– | 4-0  | 2-2  | 2-1  | 4-2  | 3-0  | 1-1  | 0-1  | 1-0  | 9-0  | 2-0  | 1-0  | 1-0  | 3-3  | 2-1  | 5-1  | 2-0  |
| Bacigalupo Vasto     | 3-3  | 2-3  | –––– | 2-0  | 5-2  | 0-3  | 1-2  | 1-3  | 1-0  | 3-4  | 2-1  | 3-2  | 5-0  | 1-2  | 2-2  | 0-1  | 5-2  | 2-3  |
| Capistrello          | 2-1  | 1-2  | 1-0  | –––– | 2-1  | 1-1  | 2-0  | 1-2  | 1-2  | 1-2  | 4-0  | 1-0  | 2-0  | 2-1  | 1-0  | 1-2  | 3-0  | 2-1  |
| Casalbordino         | 1-0  | 1-1  | 2-1  | 0-1  | –––– | 2-3  | 0-1  | 0-3  | 1-1  | 1-2  | 3-2  | 2-1  | 5-0  | 1-2  | 0-3  | 0-3  | 2-0  | 3-4  |
| Giulianova           | 3-0  | 1-0  | 3-1  | 1-0  | 2-3  | –––– | 0-0  | 0-0  | 0-0  | 5-1  | 3-0  | 2-0  | 3-0  | 6-1  | 3-0  | 2-1  | 2-0  | 1-0  |
| Il Delfino C.P.      | 1-2  | 0-2  | 2-2  | 1-0  | 1-1  | 2-1  | –––– | 1-1  | 0-0  | 0-2  | 2-0  | 0-1  | 2-1  | 1-1  | 0-2  | 1-2  | 6-1  | 3-0  |
| L’Aquila             | 2-0  | 1-1  | 2-0  | 1-0  | 3-2  | 0-0  | 1-1  | –––– | 2-0  | 4-1  | 2-0  | 1-2  | 0-0  | 2-1  | 6-0  | 5-1  | 5-1  | 0-1  |
| Lanciano             | 3-1  | 0-1  | 3-0  | 1-1  | 1-3  | 1-0  | 0-1  | 0-0  | –––– | 2-0  | 0-2  | 3-1  | 1-3  | 3-1  | 4-1  | 0-1  | 2-1  | 0-1  |
| Montesilvano         | 1-1  | 2-3  | 2-2  | 2-0  | 3-2  | 1-5  | 1-1  | 0-3  | 2-1  | –––– | 0-1  | 2-2  | 1-1  | 0-0  | 4-0  | 2-1  | 2-2  | 0-3  |
| Penne                | 1-2  | 3-2  | 7-1  | 2-1  | 3-2  | 2-3  | 1-1  | 0-2  | 1-1  | 0-1  | –––– | 1-1  | 1-2  | 2-2  | 3-1  | 3-0  | 5-1  | 1-1  |
| Pontevomano          | 0-2  | 3-2  | 4-1  | 0-1  | 3-1  | 0-0  | 0-1  | 3-3  | 0-1  | 1-0  | 1-1  | –––– | 2-1  | 1-1  | 4-3  | 0-2  | 4-0  | 1-0  |
| Renato Curi Angolana | 1-0  | 1-3  | 3-0  | 0-0  | 2-0  | 0-0  | 1-0  | 3-0  | 1-2  | 2-3  | 3-1  | 1-4  | –––– | 3-1  | 1-4  | 2-2  | 4-2  | 3-1  |
| Sambuceto            | 6-0  | 1-3  | 3-2  | 0-2  | 0-0  | 1-3  | 1-0  | 0-3  | 2-2  | 0-0  | 3-0  | 2-1  | 1-0  | –––– | 2-0  | 1-2  | 2-2  | 7-0  |
| Spoltore             | 3-0  | 1-5  | 4-3  | 3-3  | 0-2  | 0-0  | 2-2  | 3-0  | 3-1  | 1-2  | 2-1  | 2-3  | 4-3  | 1-2  | –––– | 1-3  | 3-1  | 2-0  |
| Torrese              | 1-1  | 2-0  | 0-0  | 1-0  | 2-1  | 1-3  | 0-0  | 0-2  | 0-1  | 2-0  | 1-1  | 2-1  | 4-1  | 1-0  | 3-1  | –––– | 4-2  | 2-2  |
| Villa 2015           | 0-2  | 0-1  | 5-0  | 0-1  | 0-1  | 1-1  | 0-1  | 1-5  | 0-3  | 1-2  | 1-3  | 0-8  | 0-2  | 1-5  | 2-0  | 1-4  | –––– | 2-1  |
| Virtus Cupello       | 1-2  | 1-5  | 1-3  | 4-1  | 1-1  | 0-1  | 0-0  | 1-0  | 3-1  | 3-3  | 3-0  | 3-0  | 2-3  | 1-2  | 3-0  | 0-0  | 3-0  | –––– |

## Spareggi

### Play-off
|  | Semifinali | Semifinali | Semifinali |          |   | Finale     | Finale     | Finale |  |
|  |            |            |            |          |   |            |            |        |  |
|  |            |            |            |          |   | Giulianova | Giulianova | 0      |  |
|  |            |            |            |          |   | Giulianova | Giulianova | 0      |  |
|  |            |            | L'Aquila   | L'Aquila | 2 |            |            |        |  |
|  | 3          | L'Aquila   | L'Aquila   | L'Aquila | 2 | 2          |            |        |  |
|  | 3          | L'Aquila   |            |          |   |            |            |        |  |
|  | 4          | Torrese    | 0          |          |   |            |            |        |  |

#### Semifinali
|          | Risultati |         | Luogo e data             |
| -------- | --------- | ------- | ------------------------ |
| L'Aquila | 2-0       | Torrese | L’Aquila, 15 maggio 2022 |
|          |           |         |                          |

#### Finale
|            | Risultati |          | Luogo e data            |
| ---------- | --------- | -------- | ----------------------- |
| Giulianova | 0-2       | L'Aquila | Pescara, 22 maggio 2022 |
|            |           |          |                         |

### Play-out

#### Semifinali
|          | Risultati |              | Luogo e data            |
| -------- | --------- | ------------ | ----------------------- |
| Cupello  | 1-0       | Casalbordino | Cupello, 5 giugno 2022  |
| Spoltore | 0-0       | Penne        | Spoltore, 5 giugno 2022 |
|          |           |              |                         |

#### Finale
|         | Risultati |          | Luogo e data           |
| ------- | --------- | -------- | ---------------------- |
| Cupello | 1-2       | Spoltore | Casoli, 12 giugno 2022 |
|         |           |          |                        |